# Michael Dudikoff
Michael Dudikoff est un acteur américain, né le 8 octobre 1954 à Redondo Beach, en Californie.
L'acteur connaît son heure de gloire au milieu des années 1980 dans trois films d'action réalisés par Sam Firstenberg et produits par la Cannon.

## Biographie

### Jeunesse
Michael Dudikoff naît le 8 octobre 1954 à Redondo Beach, en Californie. Il est d'origine russe.
Jeune, il rentre à West Torrance High School, d'où il sort diplômé de pédopsychiatrie. Il se voit mal exercer dans cette branche du fait d'un handicap, dont il souffre encore aujourd'hui : la dyslexie. Sa vie va changer lorsqu'un agent de casting le remarque alors qu'il travaille comme serveur. Pour profiter de son physique avantageux, il lui propose une carrière de mannequin. Il se dirige ensuite vers les plateaux de télévision et décroche aussitôt des rôles dans des feuilletons : Dallas et Happy Days et ce, malgré son problème de dyslexie qui l'empêche de mémoriser ses textes.

### Carrière
Michael Dudikoff devient ensuite acteur pour le cinéma, interprétant des rôles physiques, le plus souvent d'expert en arts martiaux.
En 2002, lassé de ne tourner que dans des films d'exploitation, il décide de se séparer de son agent et de se donner un peu de temps avant de reprendre le chemin des studios.

## Filmographie

### Cinéma

#### Longs métrages
- 1980 : The Black Marble d'Harold Becker : le domestique
- 1981 : Les Tueurs de l'éclipse (Bloody Birthday) de Ed Hunt : Willard
- 1981 : L'Implacable Ninja (Enter the Ninja) de Menahem Golan
- 1982 : Making Love d'Arthur Hiller
- 1982 : Neil Simon's I Ought to Be in Pictures (en) d'Herbert Ross
- 1982 : Tron de Steven Lisberger
- 1983 : Retour vers l'enfer (Uncommon Valor) de Ted Kotcheff : l'assistant de Blaster
- 1984 : Le Palace en délire (Bachelor Party) de Neal Israel : Ryko
- 1985 : Le Dernier Missile (en) (Radioactive Dreams) d'Albert Pyun : Marlowe Hammer
- 1985 : American Warrior (American Ninja) de Sam Firstenberg : Joe Armstrong
- 1986 : Blood, Sweat and Tears de Damian Lee
- 1986 : American Warrior 2 : Le Chasseur (en) (Avenging Force) de Sam Firstenberg : Matt Hunter
- 1987 : Le Ninja blanc (American Ninja 2: The Confrontation) de Sam Firstenberg : Joe Armstrong
- 1988 : Platoon Leader d'Aaron Norris : Jeff Knight
- 1989 : La Rivière de la mort (River of Death) de Steve Carver : John Hamilton
- 1989 : Il Giustiziere del Bronx de Vanio Amici
- 1990 : Midnight Ride (en) de Bob Bralver : Lawson
- 1990 : Air America de Roger Spottiswoode : Général Lee
- 1990 : Force de frappe (American Ninja 4: The Annihilation) de Cedric Sundstrom : Joe Armstrong
- 1992 : The Human Shield (en) de Ted Post : Doug Matthews
- 1993 : L'Équipée infernale (Rescue Me) d'Arthur Allan Seidelman : Daniel 'Mac' MacDonald
- 1994 : Retour de flammes (Chain of Command) de David Worth : Merrill Ross
- 1995 : Cyberjack de Robert Lee : Nick James
- 1996 : Soldier Boyz de Louis Morneau
- 1996 : Bounty Hunters de George Erschbamer
- 1997 : Bounty Hunters 2 : Hardball de George Erschbamer
- 1997 : Haute Tension (en) (Strategic Command) de Rick Jacobson (en)
- 1997 : Moving Target de Damian Lee
- 1997 : Nuclear Alert (Crash Dive) d'Andrew Stevens (vidéo)
- 1997 : The Shooter de Fred Olen Ray
- 1998 : Musketeers Forever de Georges Chamchoum
- 1998 : In Her Defense de Sidney J. Furie
- 1998 : Freedom Strike d'Allan A. Goldstein et Jerry P. Jacobs
- 1998 : Black Thunder, mission air force (Black Thunder) de Rick Jacobson
- 1998 : Ringmaster de Neil Abramson (en)
- 1999 : The Silencer de Robert Lee
- 1999 : Counter Measures de Fred Olen Ray
- 1999 : Contre-offensive (Fugitive Mind) de Fred Olen Ray (vidéo)
- 2001 : Stranded de Fred Olen Ray
- 2001 : Ablaze de Jim Wynorski
- 2002 : Gale Force de Jim Wynorski (vidéo)
- 2002 : Quicksand de Sam Firstenberg
- 2015 : Navy Seals vs. Zombies  de Stanton Barrett

### Télévision

#### Téléfilms
- 1981 : The Best Little Girl in the World de Sam O'Steen
- 1983 : Sawyer and Finn de Peter H. Hunt
- 1984 : Young Hearts de Tony Mordente (téléfilm)
- 1991 : Mauvaise Rencontre (The Woman Who Sinned) de Michael Switzer : Evan Ganns

#### Séries télévisées
- 1978 : Dallas : Joe Newcomb (1 épisode)
- 1979 : Out of the Blue : Lenny (1 épisode)
- 1979-1980 : Happy Days : Jason / Jim (2 épisodes)
- 1982 : Star of the Family : Douggie Krebs (10 épisodes)
- 1983 : Allô Nelly bobo (Gimme a Break!) : Greg Hartman (1 épisode)
- 1986 : Nord et Sud : le lieutenant Rudy Bodford (6 épisodes)
- 1993 : Historias de la puta mili (1 épisode)
- 1993-1994 : Cobra : Robert "Scandal" Jackson, Jr (20 épisodes)
- 2013 : Zombie Break Room : Tank Dempsey
- 2019 : Green Valley : l’oncle Rik